# Weddellonectia
De Weddellonectia zijn een groep Plesiosauria.
In 2017 merkten José Patricio O'Gorman en Rodolfo Coria dat de Elasmosauridae verdeeld konden worden in twee belangrijke groepen: de Aristonectinae en een tak met vormen die bij Antarctica en de kusten van de zuidelijke Stille Oceaan leefden. Die laatste werd vernoemd naar de Weddellzee: de "Weddellzwemmers".
De klade Weddellonectia is gedefinieerd als de groep bestaande uit Aristonectes quiriquinensis en alle soorten in de Elasmosauridae die nauwer verwant zijn aan Aristonectes dan aan Elasmosaurus platyurus.
Er zijn verschillende mogelijke verzamelingen synapomorfieën, afhankelijk van de stamboom. Het voorhoofdsbeen raakt het neusgat. Bij de pterygoïden ontbreekt een contact op de middenlijn achter de achterste tussenholte. De maxillaire tanden zijn gelijkvormig. Het pterygoïde raakt het quadratum via een bede plaatvormige tak.
Een andere stamboom toont weer andere unieke gedeelde kenmerken. Het complex van sleutelbeenderen en interclavicula heeft een zwak holle voorrand. Er is een tweede extra postaxiale botelement in de voorvin, dat het opperarmbeen niet raakt. De voorste verbreding van het opperarmbeen is tamelijk klein, veel beperkter dan de achterste verbreding. De hoek tussen de facetten van het onderbeen en de onderarm in bovenaanzicht ligt dicht bij 180°. De interclavicula heeft een kiel op de onderzijde. Het opperarmbeen is verbreed bij de ellepijp.
De groep bestaat uit vaak vrij grote langnekkige vormen uit het late Krijt waaronder de Aristonectinae uit het Maastrichtien.